# Чёрные индейцы
Черные индейцы — коренные американцы, определяемые как коренные из-за того, что они являются таковыми в культурном отношении; при этом имеют также значительное афроамериканское наследие.

## История

### Европейская колонизация Америки
Записи о контактах между африканцами и коренными американцами относятся к апрелю 1502 года, когда в Эспаньолу прибыл первый порабощенный африканец. Некоторые африканцы бежали вглубь страны из колонии Санто-Доминго; те, кто выжил и присоединился к местным племенам, стали первой группой черных индейцев. В землях, которые позже стали частью Соединённых Штатов, первый зарегистрированный пример побега африканского раба от европейских колонистов и поглощения коренными американцами датируется 1526 годом. В июне того же года Лукас Васкес де Айльон основал испанскую колонию недалеко от устья реки Пи Ди на территории современной Южной Каролины. Испанское поселение было названо Сан-Мигель-де-Гуадалупе; среди его жителей было 100 порабощенных африканцев. В 1526 году первый порабощенный африканец бежал из колонии и нашёл убежище у местных коренных американцев.
В 1534 году народы пуэбло на юго-западе вступили в контакт с марокканским рабом Эстебаном де Дорантесом до того, как вступили в контакт с остальными выжившими из его испанской экспедиции. В составе испанской экспедиции Панфило де Нарваэса Эстебан отправился из Флориды в 1528 году на территорию нынешнего Нью-Мексико в 1539 году с несколькими другими выжившими. Считается, что он был убит Зуни. Более века спустя, когда пуэбло объединились, чтобы избавить свою родину от испанских колонистов во время восстания пуэбло 1690 года, один из организаторов восстания Доминго Наранхо (ок. 1644 – ок. 1696) был Санта-Клара. Пуэбло африканского происхождения.
В 1622 году коренные американцы-алгонкины напали на колонию Джеймстаун в Вирджинии . Они вырезали всех европейцев, но некоторых из немногих африканских рабов вернули в свои общины в качестве пленников, постепенно ассимилируя их.  Межрасовые отношения продолжали иметь место между африканцами (а позже и афроамериканцами) и членами индейских племен в прибрежных штатах. Хотя колонисты пытались поработить коренных американцев в первые годы, они отказались от этой практики в начале XVIII века. В нескольких колониальных рекламных объявлениях о беглых рабах прямо упоминались связи африканцев с общинами коренных американцев. «Уведомления о наградах в колониальных газетах теперь сообщают об африканских рабах, которые «сбежали со своей женой-индейкой», или «имели родственников среди индейцев», или «наполовину индейцы и хорошо говорят на их языке»».
Несколько из Тринадцати колоний приняли законы, запрещающие перевозку рабов на границу территории народа чероки, чтобы ограничить взаимодействие между двумя группами.  Европейские колонисты сказали чероки, что эпидемия оспы 1739 года на юго-востоке была вызвана болезнью, принесенной африканскими рабами.  Некоторые племена поощряли смешанные браки с африканцами, полагая, что от союзов будут более сильные дети.
Колонисты в Южной Каролине были настолько обеспокоены возможной угрозой, исходящей от смешанного африканского и индейского населения, что в 1725 году приняли закон, запрещающий вывоз рабов в приграничные районы и налагающий штраф в размере 200 фунтов в случае его нарушения. В 1751 году Южная Каролина приняла закон, запрещающий держать африканцев рядом с коренными американцами, поскольку плантаторы считали это наносящим ущерб безопасности колонии. При губернаторе Джеймсе Глене (в должности 1743–1756 гг.) Южная Каролина продвигала официальную политику, направленную на создание у коренных американцев «отвращения» к афроамериканцам в попытке помешать возможным союзам между ними.
В 1753 году, во время хаоса войны Понтиака, житель Детройта заметил, что восставшие индейские племена убивали всех белых, с которыми сталкивались, но «спасали и ласкали всех негров, которых они захватили».  Житель выразил опасение, что эта практика может в конечном итоге привести к восстанию среди рабов.  Точно так же вождь ирокезов Thayendanegea, более известный как Джозеф Брант, так же приветствовал беглых рабов и поощрял их вступать в смешанные браки в племени. Система усыновления коренных американцев не делала дискриминации по признаку цвета кожи.
Историк Картер Г. Вудсон считал, что отношения с индейскими племенами могли обеспечить выход из рабства: деревни коренных американцев приветствовали беглых рабов, а в довоенные годы некоторые из них служили станциями на подземной железной дороге.
Отношение было разным: некоторых коренных американцев возмущало присутствие африканцев.  Согласно одному отчету, «племя катаваба в 1752 году проявило большой гнев и горькое негодование, когда среди них появился торговец-афроамериканец».
Европейские и европейско-американские колонисты пытались разделить коренных американцев и афроамериканцев друг против друга.  Европейцы считали обе расы низшими и пытались убедить коренных американцев в том, что африканцы действуют против их интересов.
В колониальный период коренные американцы получали вознаграждение, если возвращали беглых рабов. В конце XIX века афроамериканские солдаты участвовали в составе федеральных войск в индейских войнах на Западе.

## Примечание
1. 1 2  Table 4. Two or More Races Population by Number of Races and Selected Combinations for the United States. US Census Bureau. Дата обращения: 16 января 2019. Архивировано из оригинала 29 апреля 2011 года.
2. ↑  Katz, William Loren. Black Indians: A Hidden Heritage. — Simon and Schuster, 2012-01-03. — P. 5. — «I have defined Black Indians as people who have a dual ancestry or black people who have lived for some time with Native Americans (e.g., lived on reservations)». — ISBN 9781442446373.
3. ↑  Katz, Black Indians, 28.
4. 1 2  Muslims in American History: A Forgotten Legacy by Dr. Jerald F. Dirks. ISBN 1-59008-044-0 Page 204.
5. ↑  Flint, Richard and Shirley Cushing Flint. "Dorantes, Esteban de". Архивировано 24 марта 2012 года. New Mexico Office of the State Historian. 10 Aug 2013.
6. ↑  Jones, Rhett. Afrocentricity and the Academy: Essays on Theory and Practice. — Jefferson, NC : McFarland & Co., 2003. — P. 268. — ISBN 0-7864-1542-8.
7. ↑  Afrocentricity and the academy : essays on theory and practice. — Jefferson, N.C. : McFarland, 2003. — ISBN 0-7864-1542-8.